# عشق کافی نیست
عشق کافی نیست فیلمی به کارگردانی مهدی صباغ‌زاده و نویسندگی اصغر عبداللهی محصول سال ۱۳۷۷ است.

## خلاصه داستان
آرش و مهتاب بدنبال بروز اختلاف در زندگیشان تصمیم به متارکه می‌گیرند. با حکم قاضی مبنی بر یافتن داور، پرونده یک ماه به تعویق می‌افتد. آرش و مهتاب که در فرصت بدست آمده دوباره مصمم به حل مشکلات و اختلافات هم شده بودند به دلیل بروز مشکلات مجدد مسائل مالی به دادگاه می‌روند؛ ولی جلسه دوم دادگاه نیز به دلیل عدم حضور داوران طرفین به تأخیر می‌افتد. آرش در پی بیماری روحی خود و بدنبال شرایط وخیم روانی پیش آمده ناشی از بلاتکلیفی و نابسامانی مجدد راهی آسایشگاه روانی می‌شود. پدر مهتاب که از ابتدا از مخالفین ازدواج آرش و مهتاب بوده از فرصت پیش آمده استفاده کرده و علیرغم میل مهتاب درخواست طلاق غیابی می‌کند؛ ولی آرش با تلاش قاضی پرونده موفق به خروج آسایشگاه می‌شود و با بهبود وضعیت روحی به زندگی خود با مهتاب ادامه می‌دهد.

## بازیگران
- ابوالفضل پورعرب
- شقایق فراهانی
- فرامرز صدیقی
- محمدرضا شریفی‌نیا
- جلال موسوی
- آناهیتا نعمتی
- جلال پیشواییان
- سروش خلیلی
- مجید نیامراد
- محسن شایان فر
- حسین چنگی
- سپیده حسینی
- هدایت اعلایی
- جلیل ملک‌زاده
- امیر پایور
- فرهاد خانمحمدی
- عدالت ناقلی
- حسین اسدالهی مهربانی
- عباس غلامی
- رضا رضامندی
- محمدعلی فلاتون
- مهرداد صادقی
- حسین سلطانی
- محمد قره کشلو
- داریوش اسقایی
- حسن ابوالمعصومی
- محسن وهاب پور
- حسین عبادی
- محمد خروند
- حسن عابدی
- محمد دهدار
- زینب جمالی
- مرتضی قهرمانی
- فرزانه خزایی
- احمد مقصودی
- محمد ذوالفقاری
- احمد زید وند
- جواد بدرزاده
- ابوذر بندی
- عباس حاجی درویش
- علیرضا زهتاب
- شهرام حسینی
- مهدی فیروزی
- طاهره صوری
- مصطفی عباسی
- وجیهه لقمانی
- محمد افشار